# Tatreez

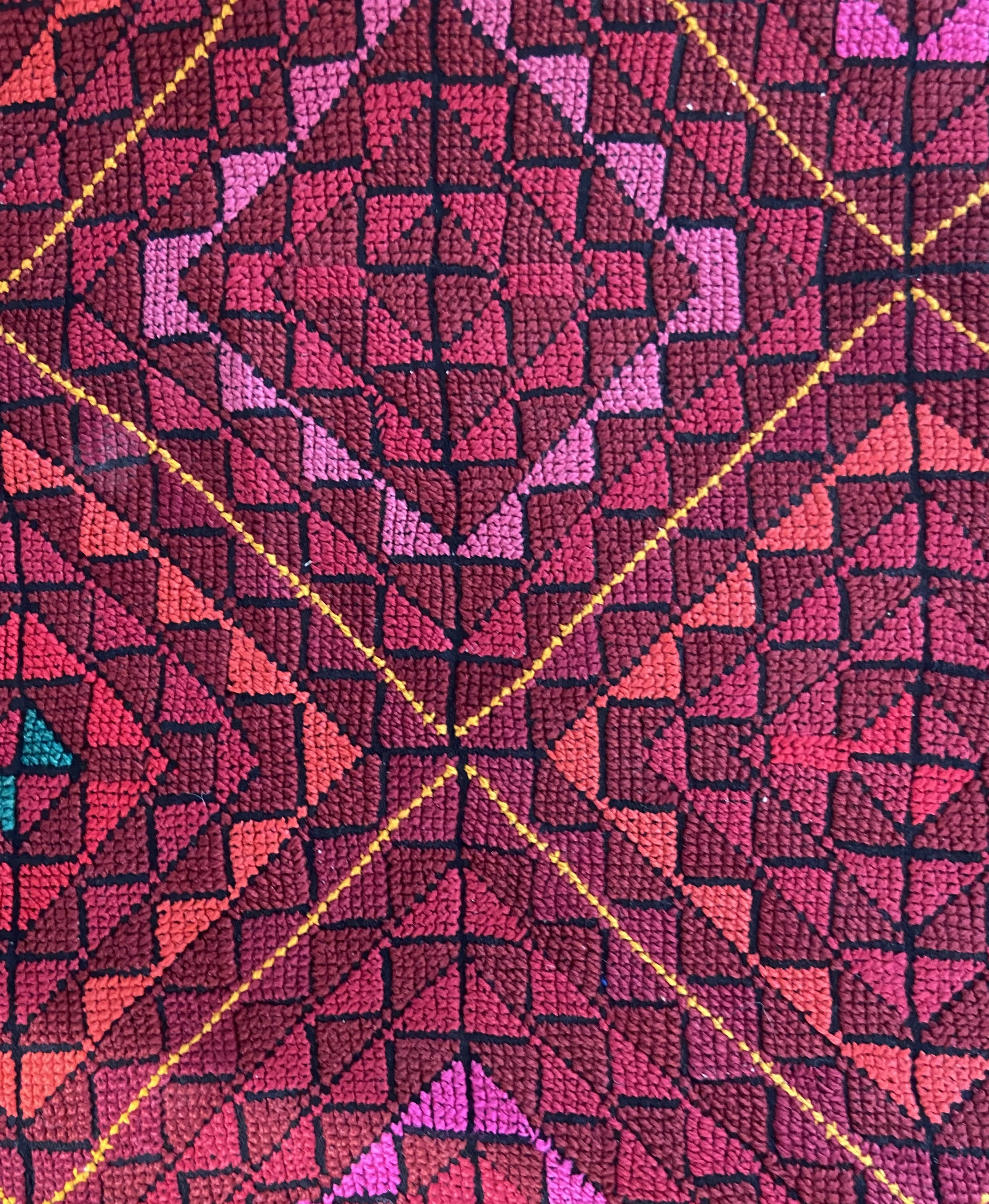
Stickereien aus einem Kleid aus Bi'r as-Sabi' (Beerscheba) zu Beginn des 20. Jahrhunderts. Die rote Stickerei in Bi'r as-Sabi' wurde von verheirateten Frauen getragen, die blaue von unverheirateten Frauen/Witwen.

Tatreez oder Taṭrīz (arabisch تَطْرِيز, DMG taṭrīz) ist eine Form der traditionellen palästinensischen Stickerei. Der Begriff Tatreez bedeutet auf Arabisch „Stickerei“ und wird verwendet, um den traditionellen Stickstil zu bezeichnen, der in Palästina und den palästinensischen Diasporagemeinschaften praktiziert wird. Der „Fallaḥi“ genannte Kreuzstichstickstil wird in den arabischen Gemeinschaften des Mittelmeerraums seit Jahrhunderten praktiziert.
Die Stickerei wird insbesondere mit Verzierungen traditioneller Kleidung wie dem Thobe in Verbindung gebracht, wobei die Motive und Farben regionale Identität und soziale Beziehungen repräsentierten, meist von der Natur inspiriert und je nach Region verschieden: In Jaffa schmückten Frauen ihre Kleider mit Orangenblüten, in Ramallah mit Palmen und Zypressen, in Hebron Monde und in Gaza Vögel. Das Handwerk wurde ursprünglich in ländlichen Gebieten Palästinas praktiziert und ist heute in der gesamten palästinensischen Diaspora weit verbreitet und verbindet auch im Widerstand gegen Flucht und Vertreibung.
Im Jahr 2021 wurde die Stickkunst in Palästina von der UNESCO als wichtiges immaterielles Kulturerbe anerkannt. Laut Reem Kassis wird insbesondere dieser Stickstil oft als einer der reichsten und erlesensten gefeiert.

## Ursprünge

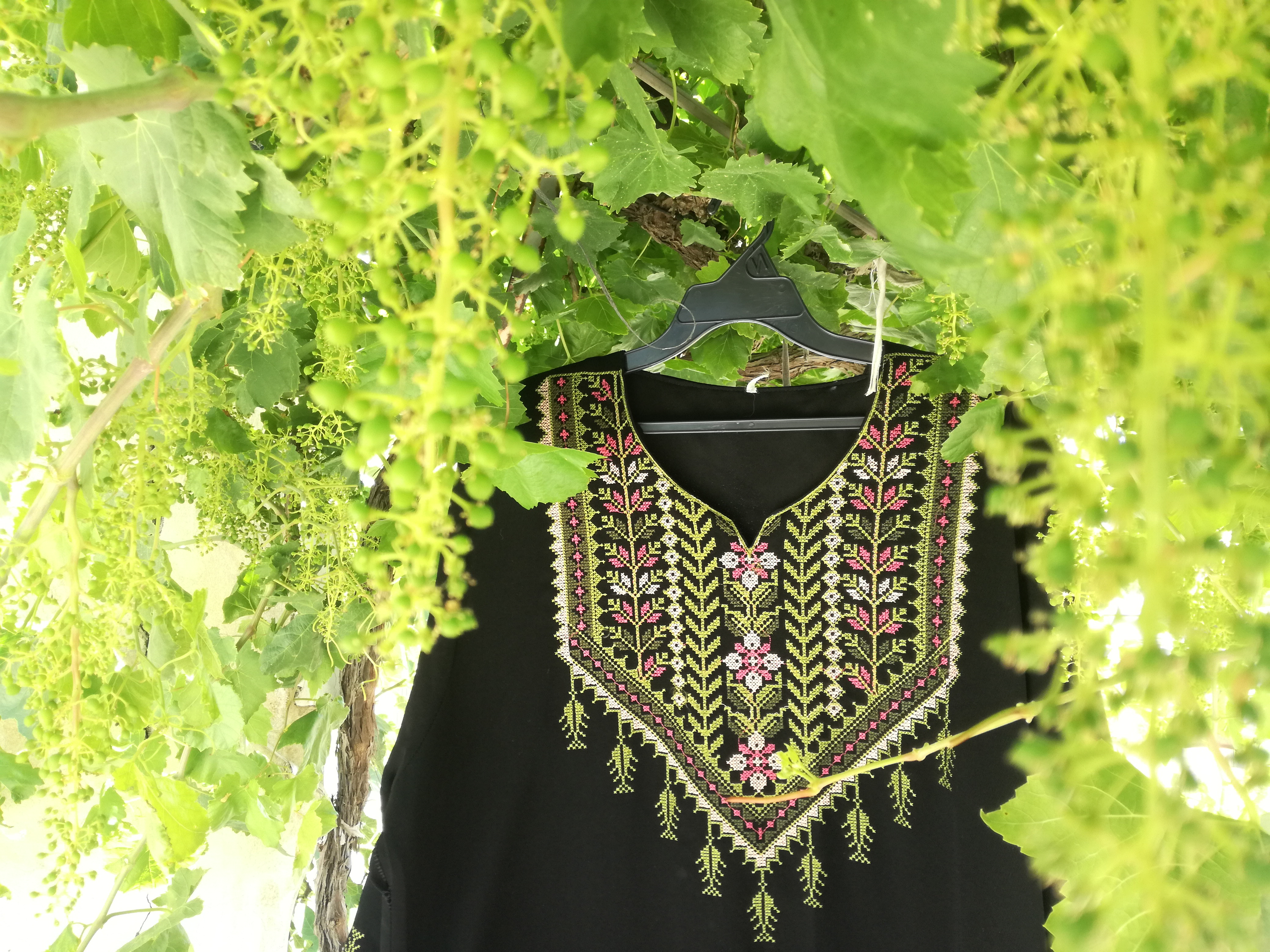
Handbesticktes Kleid in Hebron, Palästina

Historisch gesehen hatte jedes Dorf in Palästina unterschiedliche Tatreez-Muster mit einzigartigen Designs, die Geschichten über die einheimische Bevölkerung, Legenden, Tiere und Pflanzen sowie Glaubensvorstellungen erzählten. Die verschiedenen Tatreez-Stile sind weniger deutlich geworden und haben sich mit der Diaspora weiterentwickelt. Viele beliebte Tatreez-Motive imitieren Elemente der arabischen Architektur und Mosaikkunst. Beispielsweise findet sich das Kelch- und Akanthusblatt-Motiv häufig in Steinmetzarbeiten.
Hanan K. Munayyer, eine Expertin für palästinensische Kleidung, betrachtet ein Fragment geometrischer Seiden-Kreuzstichstickerei aus Alexandria aus dem 11. Jahrhundert als eines der ersten Beispiele für Tatreez-ähnliche Stickereien. Kleider, die 1283 n. Chr. in einem Grab im Libanon gefunden wurden, stellen die frühesten intakten Kleidungsstücke mit Tatreez-Stickereien dar und ähneln stark der regionalen Kleidung von Ramallah.
Historisch gesehen stammten die für Tatreez-Stickereien verwendeten Materialien aus der Region der Stickerin. Seide wurde vom 6. bis zum 19. Jahrhundert in Palästina angebaut, um Stickgarn herzustellen. Vor der Industrialisierung wurde der Stoff von Männern an Heimwebstühlen gewebt. Pflanzenfarbstoffe wie Indigo oder Krapp wurden zum Färben des Stickgarns verwendet.

## Terminologie

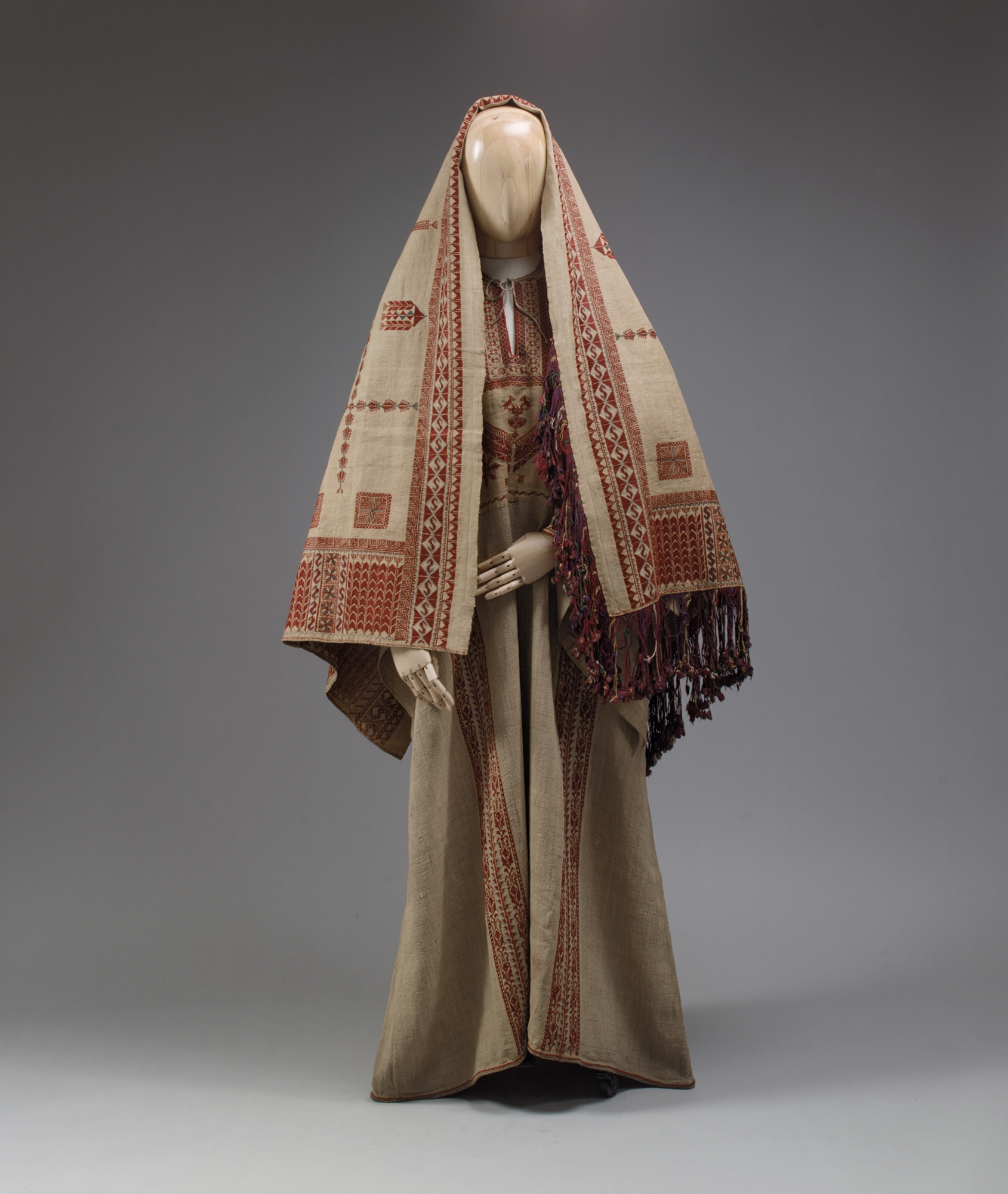
Kleid (Thobe) und Kopfbedeckung einer Frau aus Ramallah, 19. Jahrhundert.

Die palästinensische Stickerei wird hauptsächlich in drei Techniken ausgeführt: Kreuzstich, genannt Bauernstich (al-fellahiye), Kordelstickerei (tahrin und raschiq) und Plattstich (laff). Dies ist der in ganz Palästina am weitesten verbreitete Stickstil, bestimmte Regionen sind jedoch für ihre eigentümlichen Techniken bekannt. Bei der Bethlehem-Stickerei wird üblicherweise ein als Tahiri bekannter Plattstich verwendet, und manchmal werden auch Stickereien mit Metallfäden (Qasab) verwendet, da der Thobe-Stoff häufig fein gewebt und für Fallahi ungeeignet war. Die bestickten Teile eines Thobe wurden häufig verziert, bevor sie zusammengesetzt wurden. Zu den häufig bestickten Teilen eines Thobe gehört das Brustfeld (Qabba), dessen Muster und Farben von Region zu Region variieren und an denen sich der Träger leicht erkennen lässt. Andere häufig bestickte Bereiche des Thobe sind das Rada-Schulterstück, die seitlichen Rockteile (benayiq), die Vorderseite des Rocks (hiijer) und das untere Rückenteil (shinyar).

## Prominente Motive
Ein fertiges Tatreez-Stück besteht aus vielen Motiven. Jedes dieser Motive trägt eine symbolische Bedeutung und erzählt durch das Textil eine Geschichte. Verschiedene Motive werden über Generationen weitergegeben und werden zu Erkennungszeichen bestimmter Dörfer, Städte, Regionen oder sogar Familien. Die Vielfalt spiegelt die tiefe Verbindung zwischen Tatreez und dem palästinensischen Erbe wider – die Motive stellen die Umwelt, die Geschichte und sogar das tägliche Leben der Palästinenser dar.
- Lebensbaum: Auch als Zypresse bekannt, ist dieses Motiv eines der beliebtesten und in allen Regionen zu finden. Als Symbol für Langlebigkeit, Widerstandsfähigkeit und Stabilität wird die Zypresse oft in symmetrischen Mustern dargestellt, was ihre beständige Rolle in der Natur Palästinas widerspiegelt.[18]
- Palmenbaum (Nakhl): Häufig in Thobes aus Ramallah zu finden, symbolisiert die Palme für Fruchtbarkeit und Leben und spiegelt die natürliche Umgebung Palästinas wider genau wie die Natur Palästinas.
- Tatreez-Muster des Felsendom (Mihrab al-Sakhra): Dieses Muster zeigt den Felsendom auf dem Gelände der Al-Aqsa-Moschee in Al Quds (Jerusalem). Der Felsendom stammt aus dem 7. Jahrhundert und ist das älteste erhaltene islamische Bauwerk.
- Zelt des Paschas (Khemet el-Basha): Insbesondere in traditionellen palästinensischen Stickereien des 19. und 20. Jahrhunderts zu finden. Das Paschazelt dient als Symbol für Status und Prestige.[19]
- Stern von Bethlehem (Nujum Bayt Lahm): Ein beliebtes Motiv in Bethlehem, das Liebe und Familie symbolisiert und mit der kanaanitischen Göttin Astarte assoziiert wird.

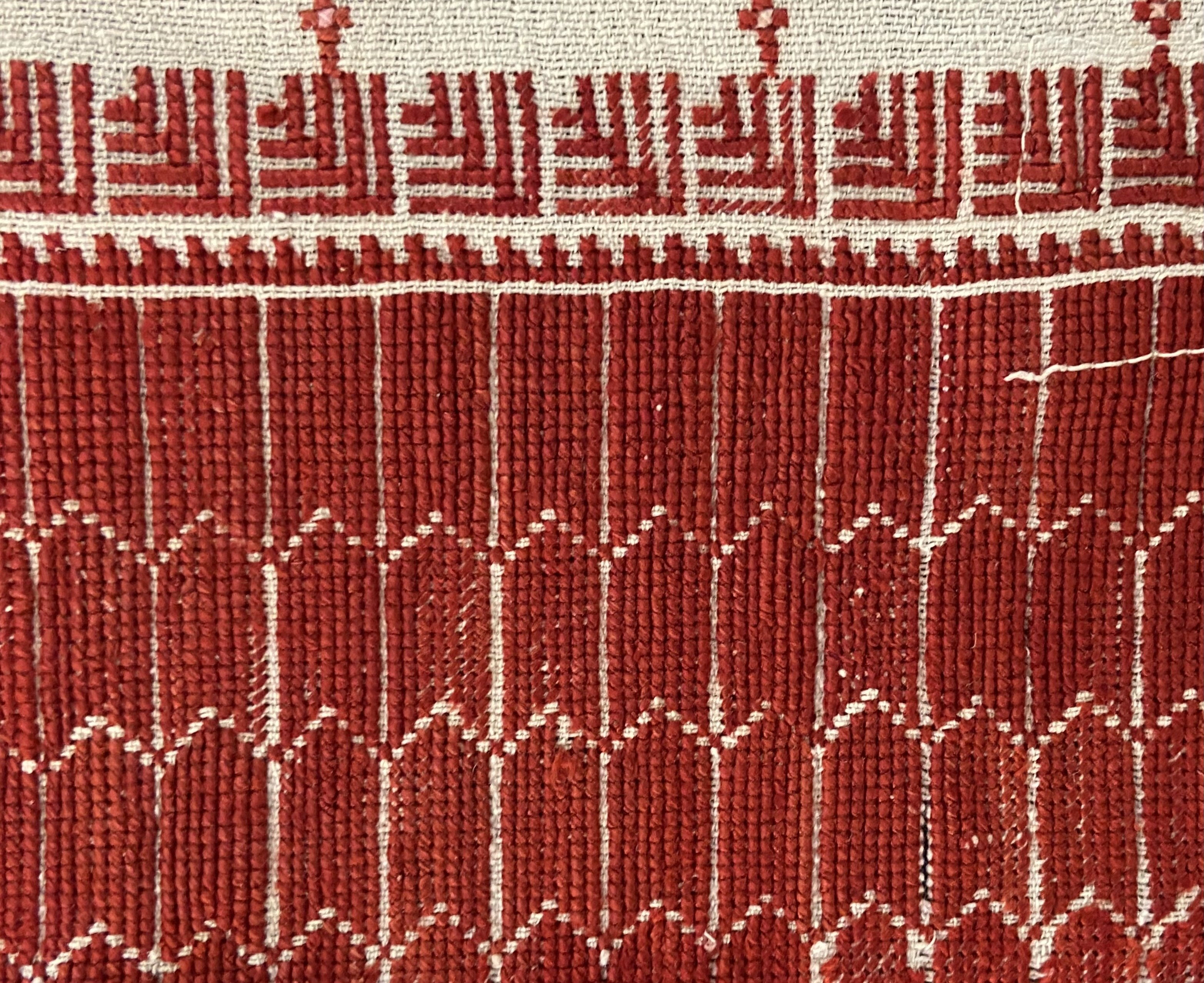
Das gestickte Muster mit den hohen Palmen war in der Gegend von Ramallah berühmt, oben sieht man die „Feder“-Stickeinheit
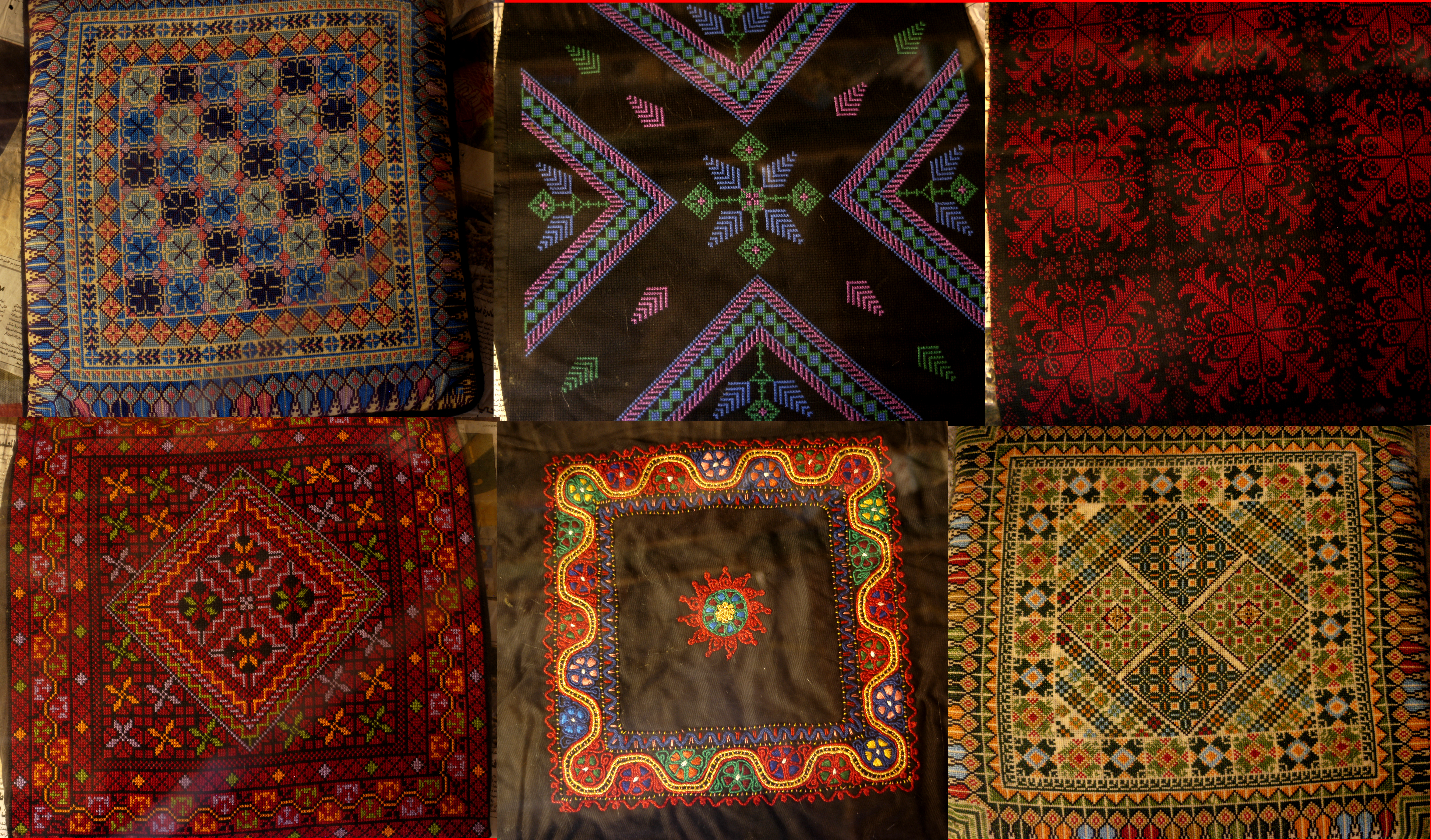
Moderne Kreuzstichmuster aus Palästina: Im Uhrzeigersinn von oben links: Gaza, Ramallah, Ramallah, Nablus, Beit Jalla, Bethlehem.
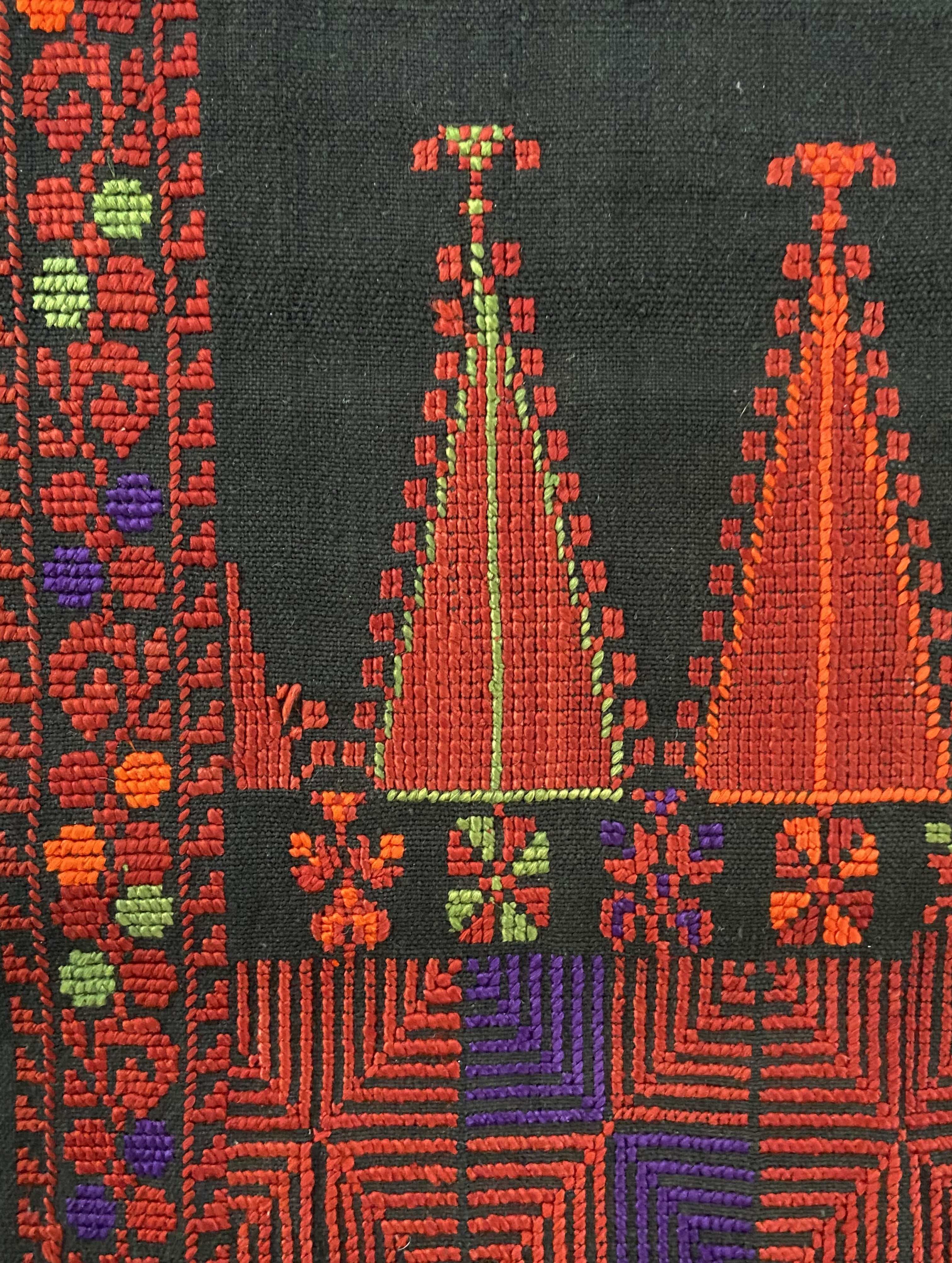
Die palästinensische Stickerei zeigt Jaffa-Zypressen und Mondmuster im unteren Bildbereich
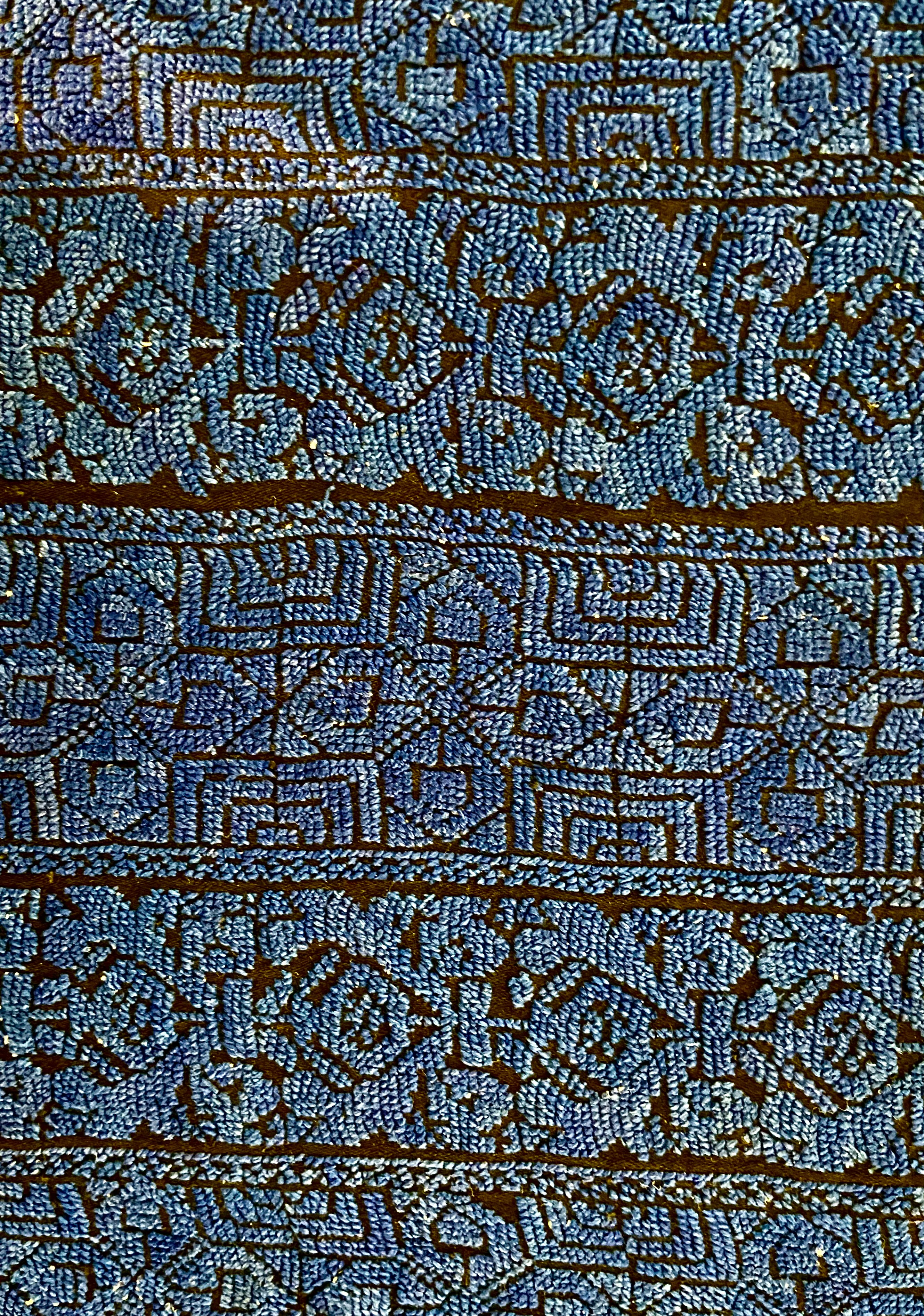
In der Gegend von Bi'r as-Sabi' wurde die blaue Stickerei am unteren Teil typischerweise von unverheirateten Frauen/Witwen getragen. Sobald die Frau wieder heiratete, wurden dem blauen Garn rosa und rote Fäden hinzugefügt.
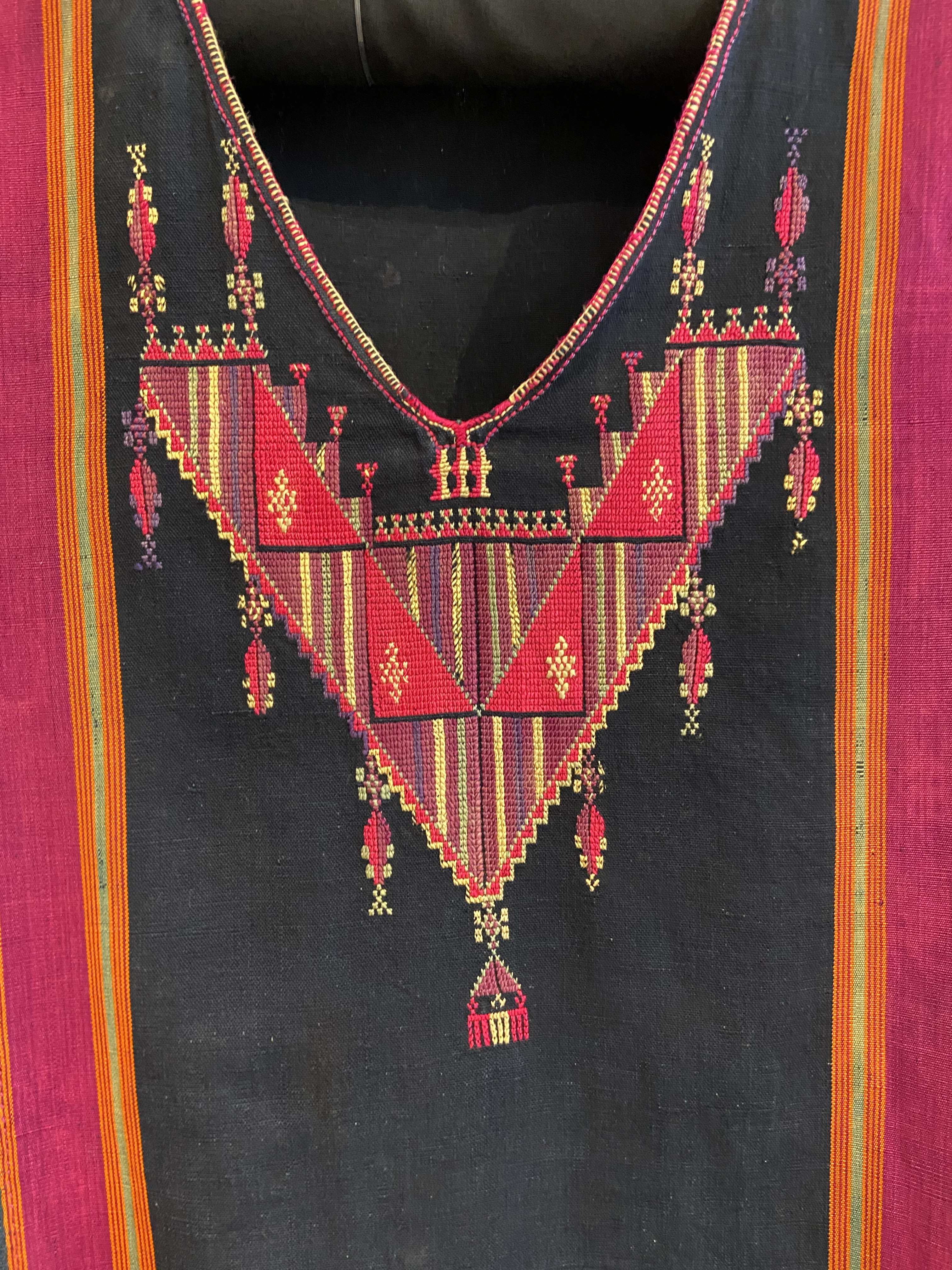
Besticktes Kleid mit Brustpaneel aus dem Gazastreifen, hergestellt Anfang des 20. Jahrhunderts.

## Regionale Unterschiede
In jeder Region dient die Stickerei als ästhetisches und kulturelles Ausdrucksmittel und hat eine tiefe soziale Bedeutung, die die Identität und Traditionen der Gemeinschaft widerspiegelt. In den nördlichen Regionen wie Bethlehem und Ramallah beispielsweise zeichnet sich die Stickerei durch ihre komplizierten Motive und die Verwendung luxuriöser Materialien aus, was die historische und religiöse Bedeutung der Region widerspiegelt. Bethlehem ist besonders bekannt für die extravagante Verwendung von Silber- und Goldfäden in Hochzeitskleidung, die Prestige und Reichtum symbolisieren. Ramallahs Stickereien zeichnen sich durch detaillierte geometrische und florale Muster aus und zieren oft handgewebtes weißes Leinen, das in traditionellen Kleidern verwendet wird und Feste und wichtige Lebensereignisse kennzeichnet.
Südliche Gebiete wie Gaza und Hebron hingegen weisen unterschiedliche Stile auf. Obwohl die Kleidung in Gaza schlichter ist und den praktischen Bedürfnissen des Alltags entspricht, ist sie an Ärmeln und Säumen mit leuchtenden Stickereien verziert. Hebron, bekannt für seine lebendigen Kreuzstichmuster auf dickem Leinen, weist eine starke Ästhetik mit satten Rot- und Grüntönen auf, die die Verbundenheit mit dem Land und den lokalen Traditionen symbolisieren. Das Tatreez jeder Region verleiht der Kleidung nicht nur Schönheit, sondern ist auch eine Form der Identität und des Ausdrucks, die über Generationen weitergegeben wird und die Kunstfertigkeit und Widerstandsfähigkeit der palästinensischen Kultur widerspiegelt.

## Tatreez nach der Nakba

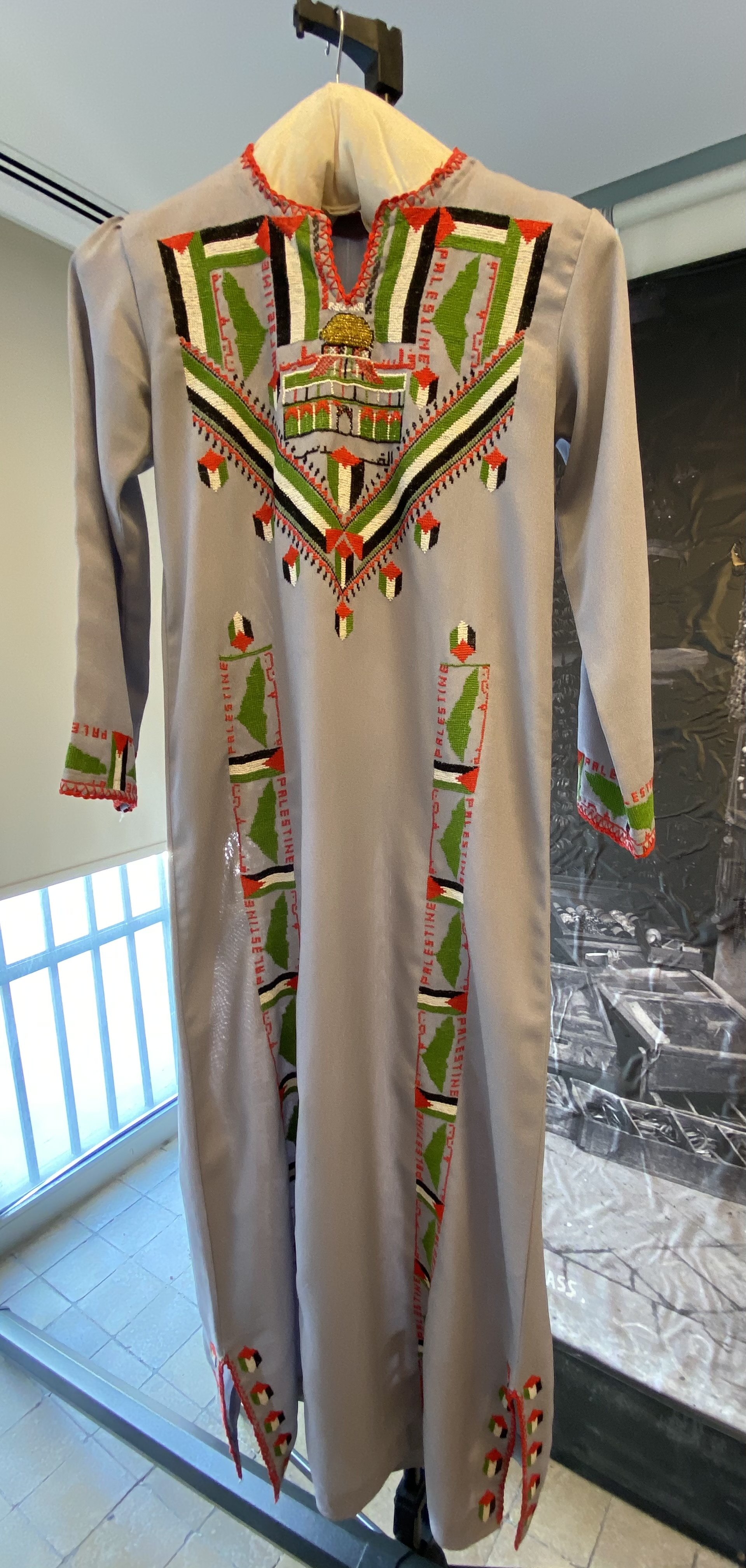
Palästinensisches „Intifada-Kleid“ oder „Flaggenkleid“, nachdem Israel während der Ersten Intifada (1987 – 1993) die palästinensische Flagge verbieten ließ, stickten die Frauen sie auf ihre Kleider

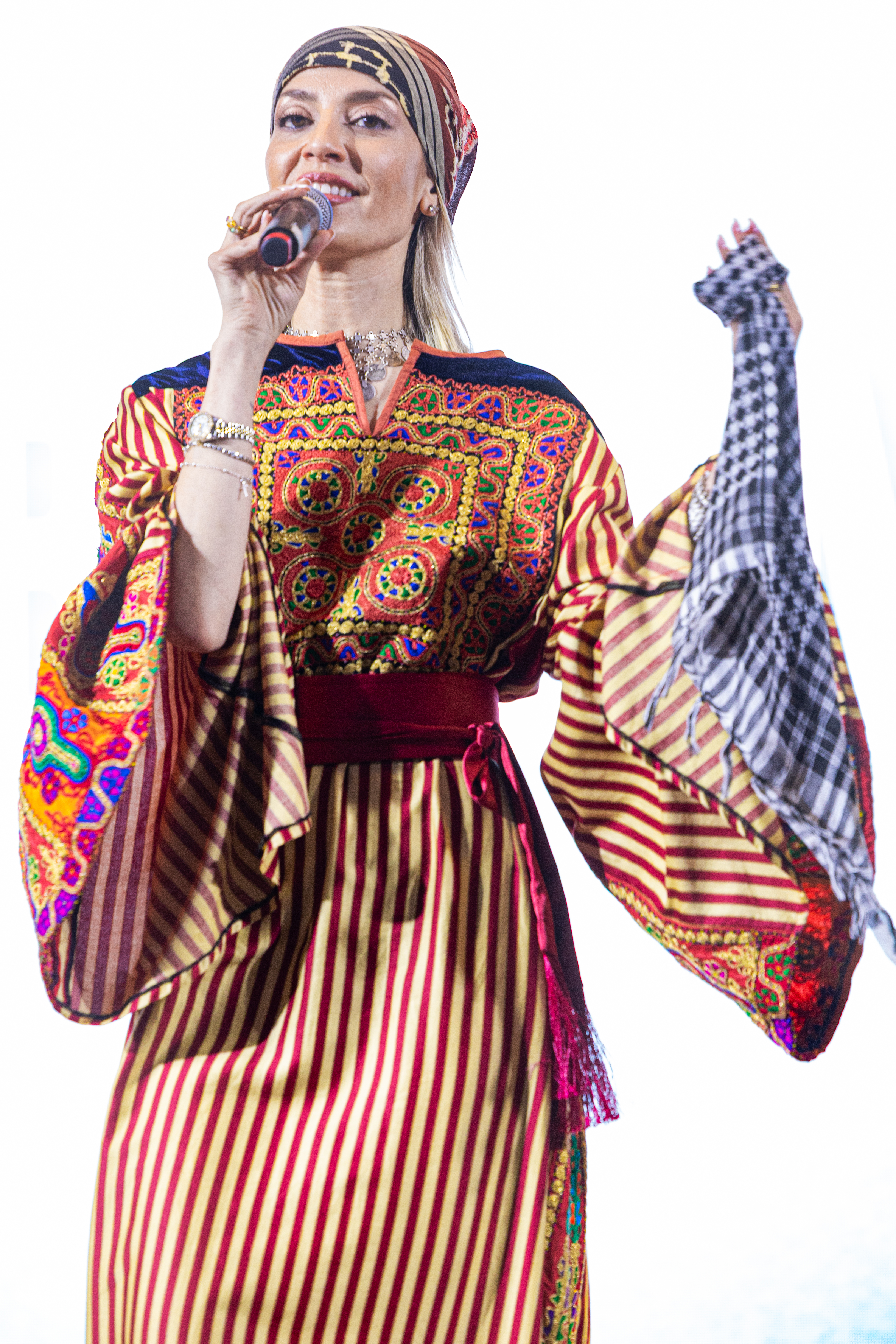
Palästinensische Sängerin mit palästinensischem Thobe

Nach dem arabischen Überfall auf Israel von 1948 und der Flucht von etwa 700.000 Arabern aus den Kampfgebieten wurde die Praxis des Tatreez von den Arabern ins ägyptische Gaza mitgenommen. Unzählige wertvolle Arbeiten gingen verloren, da die große Mehrheit der Araber zu Flüchtlingen wurde. Vor dem Krieg war Stickerei weitgehend ein Familienbetrieb; die Technik wurde von Generation zu Generation weitergegeben.
Nachdem die Araber sich in Jordanien und Gaza/Ägypten angesiedelt hatten, wurde Tatreez, wie andere alltägliche Praktiken, zu etwas, das es zu bewahren galt. Der Prozess der „Heritage“ machte kleinere Aspekte des palästinensischen Lebens zu Kennzeichen ihrer Existenz und ihres Widerstands. Tatreez wurde auch für Flüchtlinge zu einem notwendigen Wirtschaftsfaktor – die Praxis wurde kommerzialisiert, da Frauen ihre Kunst verkauften, um ihre Familien zu unterstützen. Zahlreiche Frauenorganisationen entstanden zu dieser Zeit, deren Ziel es war, Frauen die Mittel zu geben, um ihr Handwerk und ihr Leben zurückzuerobern.

### Tatreez nach dem Sechstagekrieg 1967
Eine zweite Tatreez-Renaissance ereignete sich in den 1970er und 80er Jahren nach dem Sechstagekrieg. Die Kommerzialisierung von Tatreez nahm zu, und der Markt lenkte die internationale Aufmerksamkeit auf Palästina. Zu diesem Zeitpunkt wurde das Praktizieren und Lehren von Tatreez zu einem revolutionären Akt. Die Palästinensische Befreiungsorganisation richtete sogar Tatreez-Werkstätten in Flüchtlingslagern ein. Kurz gesagt, in den 1970er und 80er Jahren weiteten die Menschen ihren Widerstand und ihren politischen Kampf auf die Kultur und andere nichtpolitische Bereiche wie den häuslichen Bereich aus, die der unmittelbaren israelischen Repression weniger ausgesetzt waren: Dieser kulturelle Widerstand war von Folklore durchdrungen. Stickereien gaben palästinensischen Frauen Arbeit, Macht und Identität, obwohl diese Kunst zu dieser Zeit nicht länger nur Frauenarbeit war. Heute ist sie nicht nur ein Symbol für das palästinensische Erbe, sondern auch eine neue Form der Mobilisierung und des Aktivismus.

### Tatreez und die Intifadas
Während der Ersten Intifada hatten nationalistische Kunst und Bildsprache einen starken Einfluss auf den Widerstand und umgekehrt. Dies verschärfte die israelische Zensur palästinensischer Kunst, die so weit ging, dass die Farben der Flagge selbst nicht mehr öffentlich gezeigt werden durften. Tatreez wurde, neben anderen traditionell von Frauen ausgeführten Aufgaben, nicht nur publik gemacht, sondern zu einem Format nationalistischer Rebellion politisiert. Das Zeigen der palästinensischen Flagge auf Tatreez auf Thobes wurde für palästinensische Frauen zu einer beliebten Form des Widerstands. Diese Kleider wurden als „Intifada-Kleider“ oder „Flaggenkleider“ bekannt. Thobes wurden zu einem hervorragenden Träger der palästinensischen Flagge, nachdem Israel diese an öffentlichen Orten verbot. Frauen konnten ihre „Intifada-Kleider“ zu Hause oder an anderen privaten Orten tragen, und selbst wenn sie bei einem Protest öffentlich gezeigt wurden, konnten ihnen die Kleider nicht vom Körper genommen werden.

## Al-Qarara-Kulturmuseum
In dem Al-Qarara-Kulturmuseum, eine Kulturerbestätte, die von der Geschichte des Gazastreifens zeugte, erbaut im Jahre 1958, wurde eine Sammlung von Kleidungsstücke mit Tatreez aus Palästina bewahrt. Im  Oktober 2023 wurde das Al-Qarara-Kulturmuseum durch israelische Luftangriffe gezielt zerstört.